# Plataanridderwants
De plataanridderwants  (Arocatus longiceps) is een wants uit de familie van de bodemwantsen (Lygaeidae).

## Uiterlijk
Deze soort is aan de bovenkant zwart en rood, maar hij is niet fel gekleurd. Hij is licht behaard. De kop is zwart en is langer dan het eerste segment van de antenne. Het schildje (scutellum) is zwart. Over het hemi-elytrum (de deels verharde voorvleugel) loopt langs het schildje een rode band, ook aan de zijkant en langs het donkerbruine membraan (doorzichtig deel van de voorvleugel) is een rode rand, het overige deel is zwart. Het halsschild heeft aan de voorrand een roodachtig bruine band. De poten zijn roodbruin. De lengte is 5,5 – 6,6 mm.
Deze wants lijkt zeer veel op de Arocatus roeselii. Berend Aukema: Morfologisch zijn Arocatus roeselii en Arocatus longiceps niet van elkaar te onderscheiden en er is consensus onder specialisten om, zolang dat het geval is, de soorten te benoemen op basis van de waardplanten, respectievelijk els en plataan.
Dat beide soorten veel op elkaar lijken, blijkt uit een bericht uit 2007, waarin stond, dat de Arocatus roeselii in groten getale voorkomt in Londen, nabij het Natural History Museum. Uiteindelijk bleek het niet om Arocatus roeselii te gaan, maar om de plataanridderwants (Arocatus longiceps).

## Verspreiding en habitat
De plataanridderwants is vanuit de Kaukasus verspreid naar Klein-Azië en Zuidoost-Europa. De laatste jaren wordt hij steeds noordelijker waargenomen, zoals in Groot-Brittannië (2007) en Nederland (2010).

## Leefwijze
Hij leeft hoofdzakelijk in de oosterse plataan (Platanus orientalis) en hybriden, maar wordt soms ook gevonden in linden (Tila), Carpinus, esdoorns (Acer) en kastanjes (Castanea). De imago’s overwinteren en paring vindt plaats in mei. De imago’s van de nieuwe generatie komen dan al in juni. Eén generatie, maar in gunstige jaren kan er in oktober een tweede generatie zijn. Overwinterende wantsen worden ook in woningen aangetroffen.

## Afbeeldingen

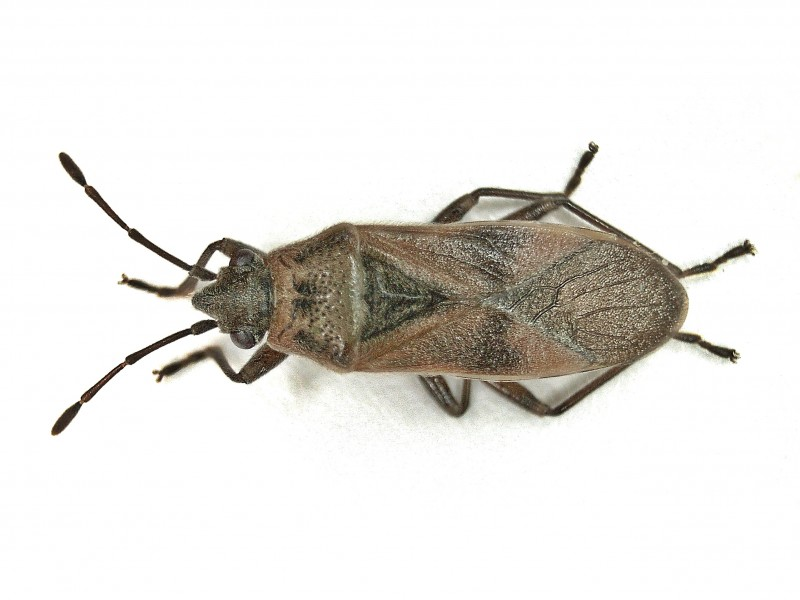
bovenkant
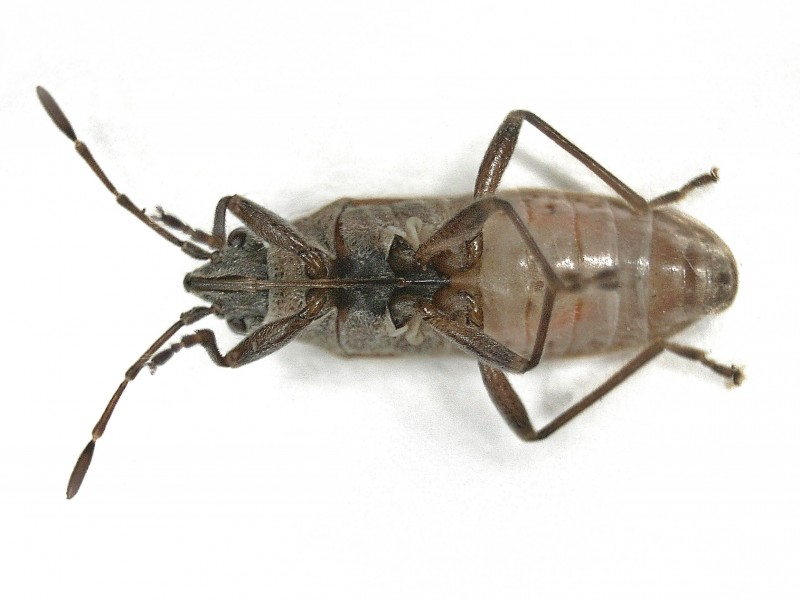
onderkant
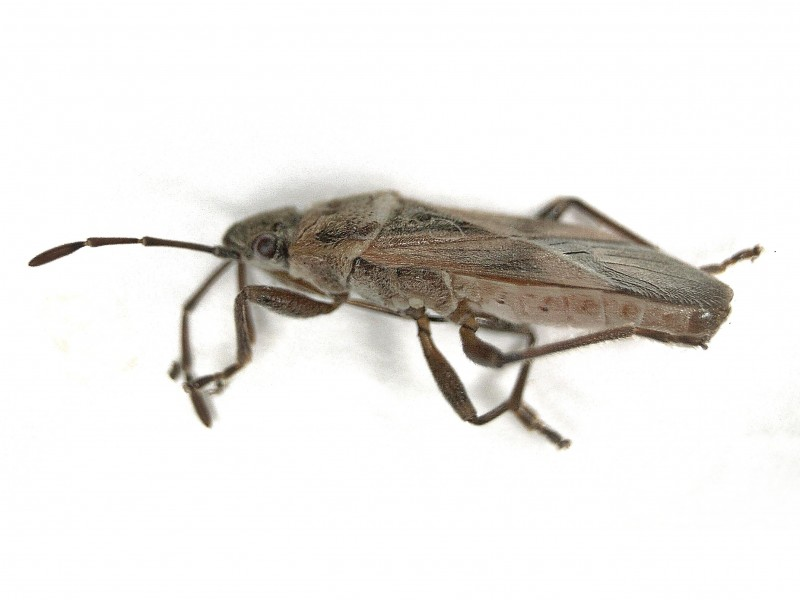
zijkant
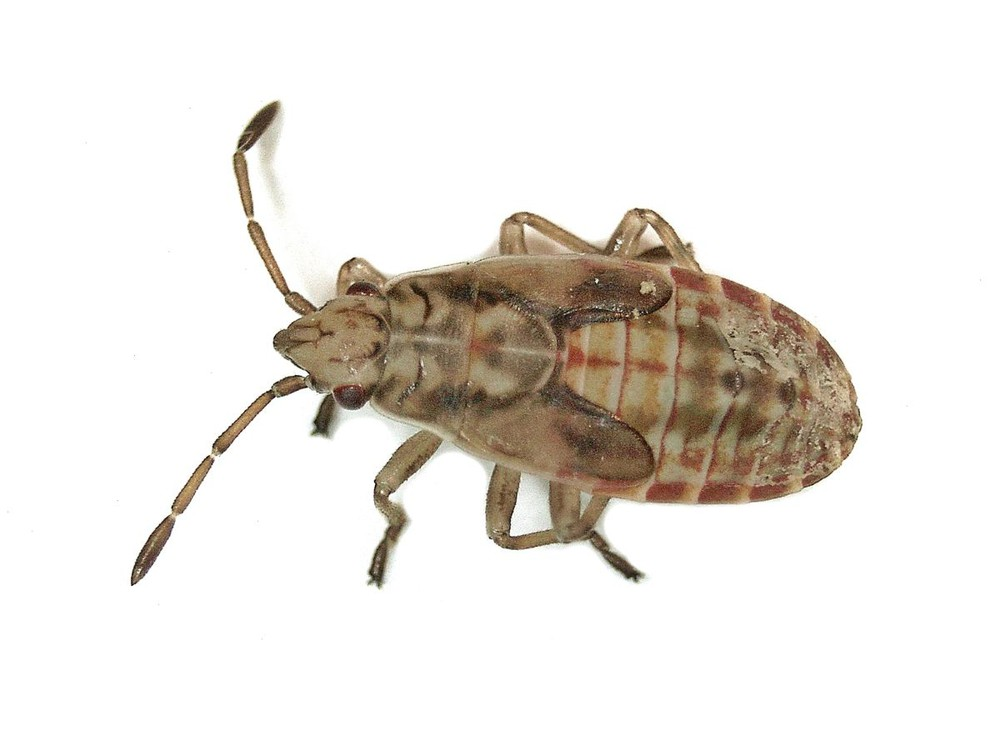
nimf